# Reguibat
De Reguibat (ook Rguibat, R'gaybat, R'gibat, Erguibat, Ergaybat, en diverse andere spellingen) is een Sahrawi stam van Sanhaja (Berberse) afkomst alhoewel een aantal Arabische stammen zich met de Reguibat hebben vermengd gedurende de laatste twee eeuwen.
Het zijn sprekers van het Hassaniya Arabisch en zijn gearabiseerd in cultuur.
Oorspronkelijk was het een nomadische stam die vanuit Marokko via Mauritanië en Algerije tot aan het noorden van Mali trok.
Tegenwoordig zijn ze sedentair gevestigd in vooral het oosten van de Westelijke Sahara, in Marokko (ten zuiden van de Oued Noun rivier), het noorden van Mauritanië en in Algerije in de regio van Tindouf.
Ze claimen afstammelingen te zijn van Sidi Ahmed al-Rgibi, die in de Saguia el-Hamra regio woonde in de 16e eeuw en geloven dat ze via hem een chorfa stam zijn, dat wil zeggen dat ze geloven nakomelingen te zijn van de profeet Mohammed.
Religieus gezien behoren ze tot de Maliki school van de soennitische islam.
De Reguibat vormen de belangrijkste stam van de Westelijke Sahara en zijn de grootste Sahrawi-stam van het koninkrijk Marokko.
Tijdens de Spaanse volkstelling van 1974 maakten ze meer dan de helft van de bevolking uit van de Westelijke Sahara.
De Reguibat stam is onderverdeeld onder twee sub-stammen, de Al-Sahel Reguibat in het westen en de Sharq Reguibat (ook Reguibat Legouacem genaamd) in het oosten.

## Geschiedenis
Aanvankelijk waren de Reguibat een belangrijke Arabische zawiya/religieuze stam met een semi-nomadische levensstijl totdat ze in de 18e eeuw aangevallen werden en ze zich gedwongen voelden om zichzelf te beschermen tegen de aanvallen van de naburige stammen.
Dit resulteerde er in dat ze hun voorgaande ondergeschikte positie als zawiya stam kwijt raakten en een krijgers-stam werden.
Dit proces begon in een snelle expansie en zette de Reguibat op weg naar een gehele transformatie tot een traditionele krijgers-stam, een positie die tot dan toe alleen voorbehouden was voor de Arabische Maqil en Hassane stammen.
In de 19e eeuw, waren ze de grootste Sahrawi-stam en werden ze erkend als de meest machtigste krijgers-stam van het gebied.
Gedurende het proces hadden ze een aantal culturele kenmerken overgenomen van de dominante Arabische krijgers-stammen van het gebied die nu door hun macht deels verworpen werden en deels werden opgenomen door mate van huwelijken of tribale overeenkomsten.
De gebieden van de Reguibat strekten zich uit vanaf het zuiden van Marokko tot over de Westelijke Sahara, de noordelijke helft van Mauritanië en het noorden van Mali, alsook grote delen van het westen van Algerije, waar ze de stad Tindouf veroverden van de Tajakant stam in 1895 en het een belangrijk Reguibat kampement werd.
De Reguibat stonden bekend om hun krijgers vaardigheden maar ook om hun compromisloze tribale onafhankelijkheid en domineerden grote delen van de Sahara door zowel de handel als het gebruik van wapens.
Reguibat Sahrawis waren erg prominent in het verzet tegen de Franse en Spaanse kolonisatie in de 19e en 20e eeuw en konden niet onderworpen worden in de Spaanse Sahara tot 1934, bijna 50 jaar later nadat Spanje voor het eerst het gebied had gekoloniseerd.
Sinds de jaren 70 zijn velen Reguibat actief geweest in het Polisario Front tegen het Marokkaanse bestuur over het nog betwiste grondgebied van de Westelijke Sahara.
De meest bekende Reguibat stamleden zijn El-Ouali Mustafa Sayed, oprichter van het Polisario Front, Khalli-Henna Ould Errachid, president van de CORCAS (koninklijke adviesraad voor Saharaanse zaken) en Mohammed Abdelaziz, leider van het Polisario Front en president van de ADRS (Arabische Democratische Republiek Sahara).